# Molenstichting Hunsingo en Omstreken
De Molenstichting Hunsingo en Omstreken was een molenstichting die zich inzette voor het in stand houden van acht windmolens in de provincie Groningen.
De stichting werd in 1971 opgericht door onder anderen R.J. Clevering, mede op aanraden van Anton Bicker Caarten, en heeft sinds 1977 de molens van het voormalige waterschap Hunsingo overgenomen. De molen in Noorderhoogebrug werd in 1978 door de gemeente Groningen overgedragen aan de stichting. De stichting, die zetelde in het waterschapshuis van het waterschap Noorderzijlvest, had de volgende molens in eigendom:
- Poldermolen Koningslaagte tussen Adorp en Zuidwolde
- Poldermolen 't Witte Lam tussen de stad Groningen en Zuidwolde
- Poldermolen de Krimstermolen ten noorden van Zuidwolde
- Poldermolen de Noordermolen bij Noorddijk
- Poldermolen de Langelandstermolen bij Garmerwolde
- Poldermolen De Zilvermeeuw bij Onderdendam
- Poldermolen De Palen ten zuiden van Westerwijtwerd
- Korenmolen de Wilhelmina in Noorderhoogebrug

In 2016 werd het bezit van de stichting, samen met de molens van de Molenstichting Fivelingo en Molenstichting Westerkwartier, overgedragen aan Stichting De Groninger Poldermolens.